# Mathematical Optimization Society
Mathematical Optimization Society (MOS), conocida también como Mathematical Programming Society hasta 2010 (Sociedad de la Programación Matemática) es la comunidad científica internacional más importante en el campo de la optimización, con el propósito de desarrollar nuevas teorías matemáticas y algoritmos de optimización, así como sus aplicaciones prácticas a problemas de planificación. Fundada en 1973, la sociedad de la programación matemática publica varias revistas importantes, y está involucrada en la organización de varias conferencias y premios del área.

## Revistas y premios
- Mathematical Programming
- Optima
- MPS/SIAM Series on Optimization

La sociedad de la programación matemática otorga un número importante de premios en el campo de la optimización. En particular, se incluye al Premio Fulkerson, el Premio Dantzig y el Premio Tucker.

## Conferencias
- La International Symposium on Mathematical Programming (ISMP), organizada cada tres, abierta a todos los campos de la programación matemática.
- La Integer Programming and Combinatorial Optimization (IPCO) es la conferencia más importante en Programación Entera
- La International Conference on Continuous Optimization (ICCOPT)
- La International Conference on Stochastic Programming (ICSP)